# Sus ahoenobarbus
Sus ahoenobarbus — вид млекопитающих из семейства свиней (Suidae), распространённый в Юго-Восточной Азии. Он является эндемиком Филиппин и встречается на острове Палаван, а также на прибрежных островах Балабак и Каламиан.

## Внешний вид и строение
Внешне они похожи на бородатых свиней, но значительно мельче: длина тела с головой от 100 до 160 сантиметров. Длина хвоста от 15 до 25 сантиметров, высота в плечах около метра, максимальный вес — 150 кг. Череп короче, чем у бородатой свиньи. Шерсть Sus ahoenobarbus редкая, щетинистая, окрашена в черно-коричневый цвет. У взрослых особей есть борода из длинных белых волос на щеках и подбородке, соединенную широкой полосой коротких белых волос поперек морды, и грива из более длинных беловатых волос, которая начинается на макушке и затем спускается по средней линии спины. У молодых особей нет ни бороды, ни гривы, вместо них видны три оранжевые полосы, идущие от шеи к крупу. Нижняя из этих полос самая широкая и также простирается на большую часть живота.

## Среда обитания и образ жизни
Sus ahoenobarbus встречаются в первичных и вторичных равнинных и низкогорных тропических лесах (до 1500 м над уровнем моря), открытых сухих лесах, лугах, прибрежных мангровых лесах, а также возделываемых и изменённых человеком территориях. Как и бородатая свинья, они, вероятно, питаются множеством растений, корнями, грибами, беспозвоночными и мелкими позвоночными. О характере активности этого вида мало что известно. В районах с небольшим влиянием человека его можно наблюдать преимущественно ранним утром и ближе к вечеру. В районах, где охота или другие антропогенные нарушения являются обычным явлением, свиньи ведут почти исключительно ночной образ жизни. По сообщениям местных охотников и других информаторов, животные путешествуют только небольшими группами по два-три животных, но вполне вероятно, что они живут большими семейными группами на нетронутых территориях. Репродуктивная биология этого вида еще не исследована.

## Систематика
Sus ahoenobarbus была впервые научно описана в 1888 году французским зоологом Жозефом Юэ как подвид бородатой свиньи (Sus barbatus), но позже была повышена до полноценного вида из-за ее особых характеристик. Морфологически она больше похожа на бородатую свинью, но сравнение фрагментов мт-ДНК белка цитохрома b животных показало, что висайская бородавчатая свинья (Sus cebifrons) является её ближайшим родственником. С другой стороны, число хромосом бородатой свиньи, Sus ahoenobarbus и большинства других видов рода Sus составляет 38, тогда как у висайской бородавчатой свиньи 36 хромосом. Возможно, что Sus ahoenobarbus возникла в результате гибридизации висайской бородавчатой свиньи и бородатой свиньи.

## Угрозы для вида
Из-за охоты и разрушения среды обитания этот вид классифицируется МСОП как находящийся под угрозой исчезновения.